# Ascoidea
Super-famille
Les Ascoidea  Oudemans, 1905 sont une super-famille d'acariens de l'ordre des Mesostigmata. Elle contient sept familles et près de 3 000 espèces. 
Les Phytoseioidea en sont parfois séparés.

## Liste des familles
- Ameroseiidae
- Ascidae
- Blattisociidae
- Melicharidae
- Otopheidomenidae
- Phytoseiidae
- Podocinidae